# Chesterfield (New Hampshire)
Chesterfield – miejscowość w USA, w stanie New Hampshire, w hrabstwie Cheshire.